# Cohoes
Cohoes is een stad in het noordoosten van Albany County, New York, Verenigde Staten. Cohoes wordt de "Spindle City" genoemd vanwege het belang van de textielindustrie vanaf het begin van deze stad. In 2000 mat het U.S. Census Bureau 15.521 inwoners.
De naam Cohoes zou van de Mohawk-uitdrukking Ga-ha-oose komen, wat Plaats van de vallende kano betekent en verwijst naar de Cohoes Falls.

## Plaatsen in de nabije omgeving
De onderstaande figuur toont nabijgelegen plaatsen in een straal van 12 km rond Cohoes.